# HC & FV Olympia
Haagsche Cricket- en Football-Vereeniging Olympia (genoemd naar de Griekse stad) was een Nederlandse cricket- en amateurvoetbalclub uit Den Haag.

## Geschiedenis
Olympia werd in 1881 als cricketclub opgericht door A.W. de Kock van Leeuwen. Omdat de leden van de club niet heel het jaar door wilden cricketen werd er tussen 1883 en 1886 bij koud weer zo nu en dan gevoetbald. In 1888 werd er een aparte voetbaltak opgericht. In 1884 trad Olympia toe tot de Koninklijke Nederlandse Cricket Bond. In het voorjaar van 1893 fuseerden de clubs HCC en Olympia tot 's Gravenhaagsche C & FC
ADO Den Haag · VV BMT · RVC Celeritas · SV Die Haghe · Duindorp SV · HSV DUNO · SV Erasmus · HSV Escamp · RKSV GDA · GSC ESDO · VV Haagse Hout · SV Houtwijk · HBS-Craeyenhout · VV HDV · HMSH · HPSV · Koninklijke HVV · VV KSD-Marine · HVV Laakkwartier · SV Loosduinen · SV Madestein · HVV ODB · PGS/VOGEL · Quick Steps · Hvv RAS · SC REMO · SCSV De Ster · HV & CV Quick · SVV Scheveningen · SVC '08 · VV SVH · TAC '90 · SSV Toofan · VCS · VUC · Wanica Star · SV Wateringse Veld Kranenburg · HVV Te Werve · VV WIK · SV Zuid West DH